# クラ湾

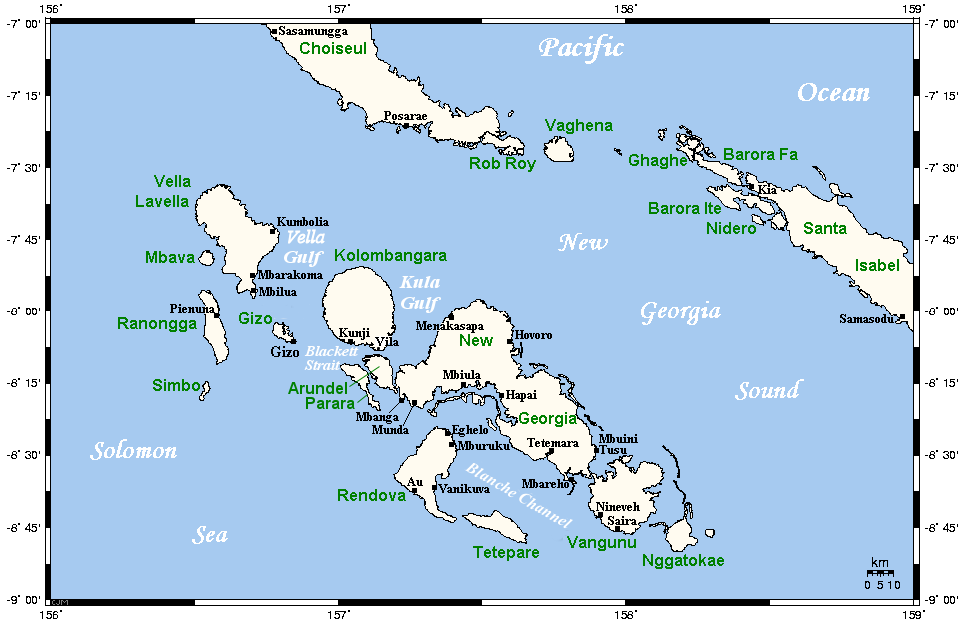
クラ湾 (コロンバンガラ島とニュージョージア島の間)

クラ湾（クラわん）は、ソロモン諸島西部州にある湾。湾の西はコロンバンガラ島、南西はアルンデル島、南と東はニュージョージア島である。北はニュージョージア海峡に面していて、南西のブラケット海峡では、ベラ湾とソロモン海につながっている。
太平洋戦争中の1943年7月に、日本海軍とアメリカ海軍の戦い（クラ湾夜戦）があった。